# Callyspongia laboreli
Callyspongia laboreli är en svampdjursart som beskrevs av George John Hechtel 1983. Callyspongia laboreli ingår i släktet Callyspongia och familjen Callyspongiidae. Inga underarter finns listade i Catalogue of Life.